# Алфа-магнитен спектрометър
Алфа-магнитният спектрометър (на английски: Alpha Magnetic Spectrometer), също наричан АМС-02 (на английски: AMS-02) е експериментален модул за изследване физиката на частиците, който ще бъде монтиран на Международната космическа станция. Създаден е за търсене на различни видове необикновена материя чрез измерването на космическите лъчи. Експериментите, които ще се проведат на него ще помогнат на изследователите да изследват създаването на Вселената и да търсят доказателство за съществуването на тъмната материя и антиматерия.
Главният научен изследовател на АМС-02 е нобеловия лауреат Самюел Тинг. След тестове в Европейския космически център за изследвания и технологии на ЕКА в Холандия, на 26 август 2010 година модулът е доставен в Космическия център Кенеди във Флорида.

## Изстрелване
След шест отлагания, AMS-02 е изстрелян на 16 май 2011 година с последния полет на совалката Индевър. Първоначално определената дата за изстрелване е 29 юли 2010 година, но поради проблеми с AMS изстрелването е отменено и пренасрочено за 26 февруари 2011 година. Но тогава възниква конфликт в програмата за полети до МКС и АМС дава приоритет на АТК Йохан Кеплер. На следващите дати 27 февруари и 1 април изстрелването е отменено, тъй като се налага изчакване на предишния полет на совалката, който е забавен. На 19 април AMS-02 отново трябва да даде предимство на руски космически кораб. Изстрелването на 29 април е отменено поради проблем с нагревател в спомагателен електрогенератор на совалката.

## Характеристи
AMS-02 е разработен от 600 учени, инженери и техници. В проекта участват 16 страни и 56 институции. Параметрите на AMS-02 са следните:
- Маса: 6917 kg
- Размери: 4,57 х 3,35 х 3,05 m
- Захранване: 2400 W
- Скорост на предаване на данни към Земята: 6 Mbit/s
- Продължителност на мисията: до 2020 година
- Обем: 46,7 m³
- Цена: 2 милиарда долара (без разходите по изстрелването и операционните разходи)
- Интензивност на магнитното поле: 1250 G
- Предвиждат се свръхпроводими магнити: 2 намотки от ниобий-титан – при 1,8 K създават централно поле от 0,87 T[4]
- На AMS-02 обаче е установен постоянен магнит вместо свръхпроводящия на течен хелий. Благодарение на това срокът на работа на уреда възлиза на не по-малко от 15 години.